# Filip Gębski
Filip Gębski (ur. 8 lutego 1971 w Warszawie) – polski aktor dziecięcy filmowy i teatralny, grafik.

## Życiorys
Jest synem Józefa Gębskiego - reżysera i scenarzysty filmowego. Jako dziecko, w latach 1981-1987 występował w produkcjach kinowych i telewizyjnych, a w 1982 roku wystąpił na deskach Teatru Powszechnego w Warszawie w przedstawieniu "Upadek" (reż. Zygmunt Hübner).
W 1991 roku rozpoczął studia na Akademii Sztuk Pięknych w Warszawie, gdzie kształcił się m.in. pod kierunkiem Zygmunta Magnera i Lecha Majewskiego. Dyplom obronił w pracowni Janusza Stannego. W kolejnych latach pracował w warszawskich agencjach reklamowych.
Obecnie pracuje z żoną, Anetą Gębską. W 2021 roku pod patronatem warszawskiej ASP zorganizowali w pałacu w Jabłonnie wspólną podtytułem "Marriage", a w 2022 byli autorami plakatu do filmu "Io" (reż. Jerzy Skolimowski). Od 2018 roku prowadzą wspólne atelier przy ul. Karowej 18a w Warszawie.

## Filmografia
- Filip z konopi (1981) - Łukasz, syn Leskich
- Oko proroka (1982)
- Niedzielne igraszki (1983)
- Kamienne tablice (1983) - Michaś, syn szyfranta Karpińskiego
- Wszystko powiem Lilce! (1984) - Antolek, brat Lilki
- Oko proroka czyli Hanusz Bystry i jego przygody (1985) - odc. 1
- Bidul (1986) - Mały
- Sami dla siebie (1987)
- Bez grzechu (1987)